# ILe (énekes)
Ileana Mercedes Cabra Joglar (Puerto Rico, 1989. április 28. –) művésznevén iLe, Grammy-díjas Puerto Ricó-i énekesnő, zeneszerző, színésznő, vokalista, korábban a két Grammy-díjjal és 21 Latin Grammy-díjjal jutalmazott Calle 13 együttes női szólama PG-13 művésznéven. Az együttes másik két tagja René Pérez Joglar alias „Residente” és Eduardo Cabra Martínez alias „Visitante”, mindketten testvérei.
Ileana Cabra az elmúlt években szólókarrierbe kezdett. 2016-ban jelent meg első szólóalbuma iLevitable címmel. Az album 2017-ben Grammy-díjat kapott Latin Rock, Urban or Alternative Album kategóriában.

## Életrajz

### Korai évek
Ileana 1989. április 28-án született Puerto Ricóban. Apja José Cabra, publicista és zenész, anyja Flor Joglar de Gracia, a Teatro del Sesenta társulat színésznője.
Nagyon korán megtanult zongorázni, kórusokban énekelt és 16 évesen, amikor a középiskola második osztályát végezte, testvére René Pérez előbb megkérte, hogy énekelje el a La aguacatona című dalt, majd felajánlotta neki, hogy legyen tagja az együttesnek, amit akkor alakítottak Eduardo Cabrával közösen. Ez a szám azonnal megnyitotta az utat számukra a White Lion lemezkiadónál. Miután La Tribu címmel felvették második számukat, unokatestvére, Ian Marcel a kiskorú Ileanának a PG-13 álnevet adta. Ezt a rövidítést az Amerikai Egyesült Államokban és Puerto Ricóban a mozifilmek korhatár-besorolásában azokra a filmekre használják, amelyeket csak 13 éven felüliek és csak szülői felügyelet mellett nézhetnek meg.

### Calle 13
A Calle 13 sikeres bemutatkozása után ő lett az együttes állandó női szólama. Miközben a középiskola harmadik osztályának végezte, testvéreivel több turnén is részt vett, ám az utolsó tanévben az együttes tagjaival egyetértésben úgy döntöttek, hogy érettségi előtt csökkentik a szereplései számát. Így abban az évben csak kétszer lépett fel, majd sikeres érettségi vizsgát tett a Colegio Espíritu Santo gimnáziumban.
A Calle 13 együttes több Latin Grammy-díjat is nyert. A díjátadó ünnepségeken Ileana Cabra két alkalommal is fellépett. 2007-ben a Las Vegasban tartott díjátadón a Pa'l norte számban hallhatta a közönség, a dal bevezető részét Ileana a cappella énekelte.
2011-ben a 12.  Latin Grammy-díjátó ünnepséget a Calle 13 együttes Latinoamérica című dalával nyitották meg, a női szólamot Ileana Cabra énekelte. A Fox News Latino lap beszámolója szerint a refrént éneklő Ileana Cabra hangja mindenkit lenyűgözött.

## Szólókarrier

### Első lépések
A gimnázium után a Puerto Ricó-i Zeneművészeti Főiskolán tanult tovább. 2009-ben filmszínésznőként is bemutatkozott Ivonne Belén rendező és producer La chiringa de cristal című rövidfilmjében. Ileana, miközben rendszeresen részt vesz a Calle 13 fellépésein, hozzákezdett szólókarrierje építéséhez. Szívesen nyúl vissza a 80-as 90-es évek dalaihoz. 2012-ben jelent meg a La pared című száma a YouTube-on. A dal egy klasszikus Puerto Ricó-i boleró felújítása, eredetileg Roberto Anglero szerzeménye, ami később Roberto Ledesma kubai énekes előadásában lett közismert. 2014-ben Jerry Medina énekes és trombitás lányával, Kianí Medinával léptek fel közösen San Juanban, a Tributo en 33Rpm rendezvénysorozaton.

### Közreműködések
2010-ben Kevin Johansen meghívta, hogy lépjen fel az El Vecinal de la Patria Grande rendezvényen a Buenos Aires-i Teatro Nacionalban, ahol a Timing és a Logo című számot énekelték együtt. Az előadás anyaga később CD-n és DVD-n is megjelent.
2012-ben Miguel Cotto bokszoló megkérte Ileanát, hogy a Floyd Mayweather ellen vívott meccsen ő énekelje Puerto Rico himnuszát. Ez a fellépése nagyon sok elismerést hozott. Bob Dylan énekes később egy interjúban ezt mondta: „Voltam egyszer egy bokszmeccsen, ahol Floyd Mayweather vívott egy Puerto Ricó-ival. És valaki énekelte a Puerto Ricó-i himnuszt. Gyönyörű volt, szívből jövő és megindító.”
2014-ben Gustavo Cordera argentin dalszerző énekes Cordera Vivo albumán énekelt az Estoy real dalban, az albumot a Buenos Aires-i La Trastienda Clubban vették fel. Egy évvel később Jorge Dexler uruguayi énekes hívta meg vendégelőadónak, hogy Puerto Ricó-i turnéján együtt énekeljék el a szintén Puerto Ricó-i szerző Sylvia Rexach Olas y arena című dalát.

### iLe
2015. augusztus 5-én a Twitteren jelentette be, hogy az iLe művésznevet fogja használni és amíg a Calle 13 nem turnézik, ő addig Ismael Cancellel közösen dolgozik első szólóalbumán.

#### iLevitable
Közel egy évnyi munka után az iLevitable  című szólóalbum 2016-ban jelent meg. Promóciós kislemezként először a Caníbal (Kannibál) című számot adták ki. A dalhoz készült drámai videótól, amit Ile ötlete alapján az argentin Juan Manuel Costa rendezett, el voltak ragadtatva a kritikusok és azt írták róla, hogy olyan mint „egy életre kelt Frida Kahlo festmény”. Ezt követte július 10-én a Te quiero con bugalú.
2016-ban újonnan alakult kísérő együttesével turnéra indult, amelyen az album számait adta elő. Július 7-én a manhattani Highline Ballroom klubban énekelt a Latin Alternative Music Conference Official Showcase rendezvényen. Július 8-án volt első önálló szólóestje Puerto Rico határain túl, a New York-i SOB's-ban.
Egy hónappal később részt vett a philadelphiai Nuevofest fesztiválon, majd a chicagói Millennium Park Summer Series rendezvényen. Augusztus 4-én fellépett a Lincoln Center Out of Doors koncertsorozatában.
Szeptemberben Latin Grammy-díjra jelölték az Év énekese kategóriában.
2017-ben Grammy-díjat kapott a Best Latin Rock, Urban or Alternative Album kategóriában.

#### Az album dalai
Forrás: AllMusic,
Música – iLe
| 1.    | Quién eres tú        | Flor Amelia De Garcia               | Flor Amelia De Garcia                              | 3:10 |
| 2.    | Caníbal              | Ileana Cabra                        | Ismael Cancel és Ileana Cabra                      | 4:18 |
| 3.    | Triángulo            | Milena Pérez Joglar                 | Ileana Cabra, Ismael Cancel és Milena Pérez Joglar | 3:39 |
| 4.    | Qué mal que estoy    | Juan Botta Righi                    | Juan Botta Righi, Ileana Cabra és Ismael Cancel    | 5:16 |
| 5.    | Te quiero con bugalú | Milena Pérez Joglar és Ileana Cabra | Ismael Cancel és Ileana Cabra                      | 4:11 |
| 6.    | Maldito sea el amor  | José Luis Abreu                     | Ileana Cabra, Ismael Cancel és José Luis Abreu     | 3:24 |
| 7.    | Out of Place         | Ileana Cabra                        | Ileana Cabra és Joey Cabra                         | 3:59 |
| 8.    | Dolor                | Flor Amelia de Gracia               | Flor Amelia de Gracia                              | 3:17 |
| 9.    | Extraña de querer    | Milena Pérez Joglar                 | Ileana Cabra, Ismael Cancel és Milena Pérez        | 5:17 |
| 10.   | Rescatarme           | Ileana Cabra                        | Ileana Cabra és Ismael Cancel                      | 4:35 |
| 11.   | Danza para no llorar | Ileana Cabra és Kai Bass            | Ileana Cabra és Ismael Cancel                      | 3:39 |
| 12.   | Aurora y José        |                                     | Ileana Cabra, Ismael Cancel és Bayoán Ríos         | 1:57 |
| 46:42 |                      |                                     |                                                    |      |

## Diszkográfia

### Szólóalbum
- 2016 – iLevitable
- 2019 – Almadura

### Kislemezek
- 2012 – La pared
- 2016 – Caníbal
- 2016 – Te quiero con bugalú
- 2017 – Triángulo
- 2017 – Qué mal que estoy
- 2019 – Temes
- 2019 – Tu rumba

### Calle 13 albumok
- 2005 – Calle 13
- 2007 – Residente o Visitante
- 2008 – Los de atrás vienen conmigo
- 2010 – Entren los que quieran

## Fordítás
- Ez a szócikk részben vagy egészben  az   ILE_(cantante) című spanyol Wikipédia-szócikk ezen változatának fordításán alapul.  Az eredeti cikk szerkesztőit annak laptörténete sorolja fel. Ez a jelzés csupán a megfogalmazás eredetét és a szerzői jogokat jelzi, nem szolgál a cikkben szereplő információk forrásmegjelöléseként.